# Aéroport de Mayotte-Marcel-Henry
L'aéroport International Marcel Henry (code IATA : DZA • code OACI : FMCZ) est le principal aéroport de Mayotte et le 32ᵉ aéroport français en 2019.
Il se trouve sur la commune de Pamandzi, près de Dzaoudzi (Petite-Terre). La piste d'une longueur de 1 930 m ne permet pas les mouvements à pleine charge de la plupart des gros porteurs (A330-200, 747, A350). La présence de récifs coralliens à préserver complique toute extension.

## Histoire

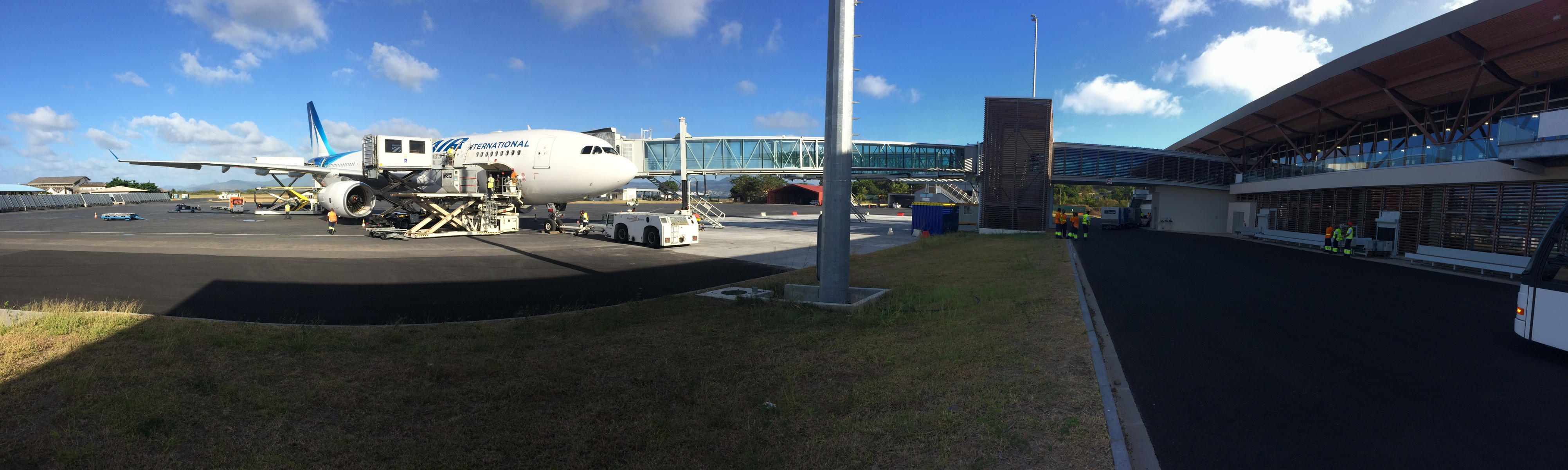
Corsair International, Airbus A330.

Le 8 août 1977, la première rotation commerciale sur Dzaoudzi est effectuée par Réunion Air Service (aujourd'hui Air Austral), en Hawker Siddeley HS.748. Entre août 1977 et fin décembre 1977, 1 468 passagers sont transportés. En comparaison, 100 000 passagers voyagent chaque année sur l'actuelle ligne Réunion-Mayotte.
Depuis la fin de l'année 2021 - début 2022, l'aéroport connait une nouvelle ère, notamment avec le retour de la compagnie aérienne Corsair International et la mise en place par Ewa Air de deux liaisons reliant les deux aéroports réunionnais (Saint-Denis et Saint-Pierre). 
L'aéroport est rebaptisé Aéroport international Marcel-Henry à la suite de la disparition de l’ancien sénateur mahorais le 30 août 2021. 
L'aéroport de Dzaoudzi-Pamandzi prend le nom officiel de L'aéroport de Mayotte - Marcel Henry le 29 mars 2022 par arrêté du ministère de la Transition écologique, après délibération du conseil départemental. 

## Situation
Aéroports de la France d’outre-mer
| Tahiti Bora Bora Cayenne Pointe à Pitre Fort de France Moorea Nouméa · Magenta Nouméa · La Tontouta Wallis La Réunion · St Denis Saint-Pierre · Pierrefonds Mayotte St Martin-Espérance |

## Infrastructures
L'aéroport de Mayotte couvre une superficie de 92 hectares, dont :
- 8,685 hectares réservés aux pistes : (16/34, 1930 x 45) ;
- 1 terminal avec une capacité de traitement de 750 passagers et une surface de 7 500 m2
- 2 postes avec passerelle d'embarquement
- 5 postes sans passerelle d'embarquement

Un terminal de fret existe également, celui-ci a une capacité annuelle d'environ 4 500 tonnes de fret.
En théorie, l'aérogare est dimensionnée pour accueillir 600 000 passagers par an. Cela est dû au dynamisme de ces dernières années. 
Cependant, à la suite du projet d'exploitation de gaz au Mozambique, des prochaines extensions d'infrastructures sont envisagées, particulièrement celles en rapport avec la capacité d'accueil des passagers de l'aérogare ainsi qu'un hangar de maintenance.
Un appel d'offres, clos en février 2022, porte sur l'extension du terminal existant sur une surface totale de 2 000 m2 avec la requalification et la réhabilitation de certaines zones. La finalisation des travaux est prévue pour 2024 .
Ces futurs travaux sont nécessaires afin d'adapter les infrastructures de l'aéroport à long terme. La réalisation d'une deuxième piste sur une longueur totale de 2 600 m est actée. Les travaux la concernant devraient être réalisés en vue de 2025-2026, pour un coût estimé entre 550 et 700 millions d'euros. Cette nouvelle piste sera parallèle à la piste actuelle.

## Conception, mise en service et projets
En avril 2011, la gestion de l'aéroport a été confiée par l’État au groupe SNC-Lavalin pour une durée de 20 ans. Ce contrat d'exploitation a été rompu à la suite des mauvais résultats de la société sur d'autres aéroports français. Afin de remplacer l'ancienne aérogare historique qui ne correspondait plus aux normes, il a fallu la détruire entièrement. Cette dernière était de taille minime et ne comprenait qu'une superficie de 1 200 m2, ce qui provoquait un flux élevé de passagers. La circulation n'était plus fluide, tout comme la gestion de l'ancienne aérogare en elle-même. La nouvelle aérogare, conçue par le groupe SNC-Lavalin de 2012 à 2014, a nécessité 2 ans de travaux, et 70 millions d'euros bruts pour une mise en service prévue pour 2014. L'aéroport a été construit de manière écologique pour répondre à des normes environnementales. L'aération se fait par le toit du terminal. L'alimentation en énergie électrique se fait par panneaux solaires situés au même endroit, aidés par un générateur et un aliénateur externe. Cette nouvelle aérogare possède un salon VIP ainsi que des boutiques hors taxes afin d'en accentuer l’attractivité.
Les prestations ont pour but de renforcer l'attractivité de l'aéroport et de permettre aux passagers de ne pas utiliser un taxi pour aller rejoindre l'île de grande terre de Mayotte, dont le chemin se fait en mer avec une barge.
Il était question d'agrandir la piste pour atteindre une longueur suffisante afin de permettre aux gros porteurs, de pouvoir décoller sans pour autant effectuer des escales sur les aéroports voisins. La piste en elle-même ne doit pas dépasser une longueur de 2600 mètres ou de 2300 mètres pour éviter la destruction de la flore maritime, qui se compose principalement de coraux. Cependant, le projet a été reporté avec une date butoir en 2050.
L’exploitation de la plate-forme concerne essentiellement sa gestion et son entretien, mais aussi le développement commercial basé sur les liaisons régulières avec la métropole (Paris) et les liaisons interinsulaires dans cette région de l’océan Indien.
À la mi-2016, l'ancienne aérogare est détruite afin d’être réaménagée en un centre d'affaires d'une superficie de 1 200 m2 divisibles.
Vers fin 2016, un nouvel acteur entre en jeu, il s'agit d'Edeis qui assure désormais l'exploitation de l'aéroport de Mayotte, à la suite des résultats non rentables sur l'ensemble des aéroports gérés par SNC Lavalin, une entreprise spécialisée dans l'ouvrage de grandes œuvres. Cette société a par ailleurs externalisé tous les aéroports français sous son exploitation à Edeis, qui en assure dorénavant l’exploitation totale et la gestion permanente, ce qui est le cas pour l'aéroport principal de Mayotte depuis le 30 décembre 2016 (autres aéroports français compris).
Pour l'année 2018, une extension de 90 mètres sur les extrémités est prévue afin de mieux permettre les rotations des appareils gros porteurs. Le 28 juin 2018 un communiqué de la France et de l'Union européenne indiquait que le prolongement de la piste était définitivement abandonné car trop onéreux et non rentable.
Le 22 octobre 2019, le président français Emmanuel Macron annonce, dès sa descente d'avion à l'aéroport International Marcel Henry, que la piste serait allongée : « J’ai compris que la piste est courte, donc oui, on le fera ! ». En janvier 2020, le préfet de Mayotte, Jean-François Colombet, confirme la mise en place d'un comité de pilotage faisant suite à la décision présidentielle.
En avril 2022, l'aéroport est classé en catégorie A, c'est-à-dire parmi les aérodromes assurant des services à grande distance, assurés normalement en toutes circonstances.
L’aéroport poursuit son développement au service du territoire. L’ouverture d'un hôtel IBIS Style en 2022 permet d’améliorer l’accueil des voyageurs. Le chantier d'extension de l’aéroport a débuté en 2023. Ce dernier permettra d’accueillir le trafic dans les meilleures conditions, et il offrira 264 m² de nouveaux commerces. 

## Compagnies et destinations
| Compagnies           | Destinations |
| -------------------- | --- |
| Air Austral          | La Réunion-R. Garros En saison: Paris-Charles de Gaulle                                                                                      |
| Corsair              | La Réunion-R. Garros, Lyon-Saint-Exupéry, Marseille-Provence, Paris-Orly                                                                     |
| Ewa Air              | - Anjouan-Ouani, - Dar es Salam-J. Nyerere, - Diégo Suarez-Antsiranana, - Majunga-Amborovy, - Moroni, - Nosy Be-Fascene, - Pemba, Mozambique |
| Kenya Airways        | Nairobi-J. Kenyatta |
| Madagascar Airlines  | Antananarivo, Diégo Suarez-Antsiranana, Majunga-Amborovy                                                                                     |
|                      | |
| Amelia International | Saint-Pierre-Pierrefonds |

## Trafic

### En graphique
Pour des raisons techniques, il est temporairement impossible d'afficher le graphique qui aurait dû être présenté ici.

Voir la requête brute et les sources sur Wikidata.

### En tableau
| Année               | 2004    | 2005    | 2007    | 2008    | 2009    | 2010    | 2011    | 2012    | 2013    | 2014    | 2015    | 2016    | 2017    |
| ------------------- | ------- | ------- | ------- | ------- | ------- | ------- | ------- | ------- | ------- | ------- | ------- | ------- | ------- |
| Nombre de passagers | 178 521 | 210 070 | 242 712 | 263 332 | 269 251 | 304 775 | 320 355 | 303 980 | 325 670 | 343 323 | 330 993 | 347 644 | 385 376 |
| Évolution           | inconnu | 17,6 %  | 15,5 %  | 8,5 %   | 2,2 %   | 13,2 %  | 5,1 %   | 4,5 %   | 7,1 %   | 5,4 %   | 3,5 %   | 5,0 %   | 9,8%    |

| Année               | 2018      | 2019      | 2020    | 2021    | 2022       | 2023       | 2024      |
| ------------------- | --------- | --------- | ------- | ------- | ---------- | ---------- | --------- |
| Nombre de passagers | 386 097   | 387 869   | 197 253 | 257 115 | 400 866    | 450 357    | 423 976   |
| Évolution           | ▲ +0,19 % | ▲ +0,46 % | -49,1 % | +34.9%  | ▲ +55,91 % | ▲ +12,35 % | ▼ −5,86 % |

L'aéroport international Marcel-Henry est le 32e aéroport de France en nombre de passagers en 2015. Il connaît, de 2004 à 2015, une augmentation de 85,4 %. Il s'agit de l'une des plus grandes croissances au niveau national pour le trafic. En 2022, l'aéroport bat son record de fréquentation, trois ans après le début de la crise sanitaire. Ce chiffre marque le retour des voyageurs, mais également un nouveau départ pour l'infrastructure.